# Олга Зајцева (атлетичарка)
Олга Игоровна Зајцева (рус. Ольга Игоревна Зайцева; Калињинград, 10. новембар 1984) је руска атлетичарка и рекордерка. Такмичи се у више дисциплина трчања: на 100 м 200 м, 400 м и штафети 4 х 400 метара. Од 2011. прешла је на такмичења у скоку удаљ.
Олга Зајцева је од 2005. била првакиња Русије у свима овим дисциплимама. Успехе на међународним такмичењима постигла је поставши првакиња Еврпског првенства младих 2005. на 400 метара, трећепласирана у истој дисциплини на Европском првенству 2006. и првакиња Европе са штафетом Русије 4 х 400 м у саставу Светлана Поспелова, Наталија Иванова, Олга Зајцева и Татјана Вешкурова.
Када је 2011. прешла са трчања на скок удаљ, након 2,5 месеца обуке, постала је првак Русије трећим резултатом сезоне у свету — 7,01 м и прикључила се репрезентацији на Светском првенству 2011. у Тегуу, где се није успела квалификовати у финале, јер јој је за пласман недостајао само један цм.

## Значајнији резултати
| Год. | Турнир                    | Место              | Пласман | Дисциплина | Резултат     |
| 2005 | Европско првенство младих | Ерфурт, Немачка    | 1.      | 400 м      |              |
| 2006 | Европско првенство        | Гетеборг, Шведска  | 3.      | 400 м      | 50,28        |
| 2006 | Европско првенство        | Гетеборг, Шведска  | 1.      | 4 Х 400 м  | 3:25,12      |
| 2009 | Светско првенство         | Берлин, Немачка    | 15.     | 200 м      | 23,19 (+0,3) |
| 2011 | Светско првенство         | Тегу, Јужна Кореја | 13.     | Скок удаљ  | 6,50         |

## Лични рекорди
на отвореном
100 м — 11,65 (-2,6), Талин, 3. јун 2008.
200 м — 22,67 (+1,4), Тула, 14. јун 2006.
400 м — 49,49, Тула, 16. јул 2006.
скок удаљ — 7,01 (+0,2), Чебоксари, 22. јул 2011.
у дворани
200 м — 23,35, Москва, 27. јан 2008.
400 м — 50,15, 	Москва, 25. јануар 2006.
500 м — 1:06,95, Јекатеринбург, 7. јан 2006.